# Mistrzostwa Polski w rugby 7 (2013)
XIX Mistrzostwa Polski Seniorów w Rugby 7 odbyły się w dniach 17-18 sierpnia 2013 roku w Łodzi.
Do turnieju finałowego awansowało dziesięć zespołów wyłonionych we wcześniejszych eliminacjach rozegranych w dwóch geograficznie wydzielonych grupach.
W związku z wycofaniem się RK Koszalin z organizacji turnieju, został on przeniesiony do Łodzi. Dwudniowe zawody odbyły się na obiekcie SMS Łódź przy ul. Milionowej, a czwarty tytuł mistrzowski z rzędu zdobyła Lechia Gdańsk.
Na początku września 2013 roku Komisja Gier i Dyscypliny Polskiego Związku Rugby zweryfikowała wynik meczu o trzecie miejsce jako walkower dla Orkana Sochaczew z powodu występu w barwach Posnanii nieuprawnionego zawodnika.

## Faza grupowa

### Grupa A
| 17 sierpnia 201314:00 | Czarni Pruszcz Gdański | 5:35(5:21) | Orkan Sochaczew | Stadion przy ul. Milionowej, Łódź |
| 17 sierpnia 201314:00 |                        | 5:35(5:21) |                 | Stadion przy ul. Milionowej, Łódź |

| 17 sierpnia 201314:30 | Pogoń Siedlce | 38:0(19:0) | AZS-AWFiS Gdańsk | Stadion przy ul. Milionowej, Łódź |
| 17 sierpnia 201314:30 |               | 38:0(19:0) |                  | Stadion przy ul. Milionowej, Łódź |

| 17 sierpnia 201315:00 | RK Unisław | 14:24(7:17) | Czarni Pruszcz Gdański | Stadion przy ul. Milionowej, Łódź |
| 17 sierpnia 201315:00 |            | 14:24(7:17) |                        | Stadion przy ul. Milionowej, Łódź |

| 17 sierpnia 201315:30 | Orkan Sochaczew | 7:12(7:5) | Pogoń Siedlce | Stadion przy ul. Milionowej, Łódź |
| 17 sierpnia 201315:30 |                 | 7:12(7:5) |               | Stadion przy ul. Milionowej, Łódź |

| 17 sierpnia 201316:00 | RK Unisław | 14:26(7:12) | AZS-AWFiS Gdańsk | Stadion przy ul. Milionowej, Łódź |
| 17 sierpnia 201316:00 |            | 14:26(7:12) |                  | Stadion przy ul. Milionowej, Łódź |

| 17 sierpnia 201316:30 | Czarni Pruszcz Gdański | 0:38(0:21) | Pogoń Siedlce | Stadion przy ul. Milionowej, Łódź |
| 17 sierpnia 201316:30 |                        | 0:38(0:21) |               | Stadion przy ul. Milionowej, Łódź |

| 17 sierpnia 201317:00 | Orkan Sochaczew | 47:0(21:0) | RK Unisław | Stadion przy ul. Milionowej, Łódź |
| 17 sierpnia 201317:00 |                 | 47:0(21:0) |            | Stadion przy ul. Milionowej, Łódź |

| 17 sierpnia 201317:30 | AZS-AWFiS Gdańsk | 7:26(0:19) | Czarni Pruszcz Gdański | Stadion przy ul. Milionowej, Łódź |
| 17 sierpnia 201317:30 |                  | 7:26(0:19) |                        | Stadion przy ul. Milionowej, Łódź |

| 18 sierpnia 201310:30 | RK Unisław | 7:54(0:21) | Pogoń Siedlce | Stadion przy ul. Milionowej, Łódź |
| 18 sierpnia 201310:30 |            | 7:54(0:21) |               | Stadion przy ul. Milionowej, Łódź |

| 18 sierpnia 201311:10 | Orkan Sochaczew | 68:7(33:7) | AZS-AWFiS Gdańsk | Stadion przy ul. Milionowej, Łódź |
| 18 sierpnia 201311:10 |                 | 68:7(33:7) |                  | Stadion przy ul. Milionowej, Łódź |

### Grupa B
| 17 sierpnia 201314:00 | Budowlani Łódź | 0:21(0:21) | Lechia Gdańsk | Stadion przy ul. Milionowej, Łódź |
| 17 sierpnia 201314:00 |                | 0:21(0:21) |               | Stadion przy ul. Milionowej, Łódź |

| 17 sierpnia 201314:30 | Posnania | 21:5(14:5) | Budowlani Lublin | Stadion przy ul. Milionowej, Łódź |
| 17 sierpnia 201314:30 |          | 21:5(14:5) |                  | Stadion przy ul. Milionowej, Łódź |

| 17 sierpnia 201315:00 | Juvenia Kraków | 7:26(0:7) | Budowlani Łódź | Stadion przy ul. Milionowej, Łódź |
| 17 sierpnia 201315:00 |                | 7:26(0:7) |                | Stadion przy ul. Milionowej, Łódź |

| 17 sierpnia 201315:30 | Lechia Gdańsk | 33:7(21:0) | Posnania | Stadion przy ul. Milionowej, Łódź |
| 17 sierpnia 201315:30 |               | 33:7(21:0) |          | Stadion przy ul. Milionowej, Łódź |

| 17 sierpnia 201316:00 | Juvenia Kraków | 21:17(14:5) | Budowlani Lublin | Stadion przy ul. Milionowej, Łódź |
| 17 sierpnia 201316:00 |                | 21:17(14:5) |                  | Stadion przy ul. Milionowej, Łódź |

| 17 sierpnia 201316:30 | Budowlani Łódź | 7:26(0:21) | Posnania | Stadion przy ul. Milionowej, Łódź |
| 17 sierpnia 201316:30 |                | 7:26(0:21) |          | Stadion przy ul. Milionowej, Łódź |

| 17 sierpnia 201317:00 | Lechia Gdańsk | 32:7(17:0) | Juvenia Kraków | Stadion przy ul. Milionowej, Łódź |
| 17 sierpnia 201317:00 |               | 32:7(17:0) |                | Stadion przy ul. Milionowej, Łódź |

| 17 sierpnia 201317:30 | Budowlani Lublin | 14:31(0:10) | Budowlani Łódź | Stadion przy ul. Milionowej, Łódź |
| 17 sierpnia 201317:30 |                  | 14:31(0:10) |                | Stadion przy ul. Milionowej, Łódź |

| 18 sierpnia 201310:50 | Juvenia Kraków | 14:7(7:0) | Posnania | Stadion przy ul. Milionowej, Łódź |
| 18 sierpnia 201310:50 |                | 14:7(7:0) |          | Stadion przy ul. Milionowej, Łódź |

| 18 sierpnia 201311:30 | Lechia Gdańsk | 38:7(21:7) | Budowlani Lublin | Stadion przy ul. Milionowej, Łódź |
| 18 sierpnia 201311:30 |               | 38:7(21:7) |                  | Stadion przy ul. Milionowej, Łódź |

## Faza pucharowa

### Mecz o miejsca 9–10
| 18 sierpnia 201313:40 | RK Unisław | 7:31(0:26) | Budowlani Lublin | Stadion przy ul. Milionowej, Łódź |
| 18 sierpnia 201313:40 |            | 7:31(0:26) |                  | Stadion przy ul. Milionowej, Łódź |

### Mecze o miejsca 5–8
|  |                        |                        |                |                   |    |                |                |       |
|  | Półfinały              | Półfinały              | Półfinały      |                   |    | Finał          | Finał          | Finał |
|  | Półfinały              | Półfinały              | Półfinały      |                   |    | Finał          | Finał          | Finał |
|  | 18 sierpnia 2013       |                        |                |                   |    |                |                |       |
|  |                        |                        |                |                   |    |                |                |       |
|  | Czarni Pruszcz Gdański | Czarni Pruszcz Gdański | 14             |                   |    |                |                |       |
|  | Czarni Pruszcz Gdański | Czarni Pruszcz Gdański | 14             | 18 sierpnia 2013  |    |                |                |       |
|  | Juvenia Kraków         | Juvenia Kraków         | 35             |                   |    |                |                |       |
|  | Juvenia Kraków         | Juvenia Kraków         | 35             |                   |    | Juvenia Kraków | Juvenia Kraków | 12    |
|  | 18 sierpnia 2013       |                        |                |                   |    | Juvenia Kraków | Juvenia Kraków | 12    |
|  |                        |                        | Budowlani Łódź | Budowlani Łódź    | 33 |                |                |       |
|  | AZS-AWFiS Gdańsk       | AZS-AWFiS Gdańsk       | Budowlani Łódź | Budowlani Łódź    | 33 | 0              |                |       |
|  | AZS-AWFiS Gdańsk       | AZS-AWFiS Gdańsk       |                |                   |    |                |                |       |
|  | Budowlani Łódź         | Budowlani Łódź         | 57             |                   |    |                |                |       |
|  | Budowlani Łódź         | Budowlani Łódź         | 57             | Mecz o 3. miejsce |    |                |                |       |
|  |                        |                        |                |                   |    |                |                |       |
|  | 18 sierpnia 2013       |                        |                |                   |    |                |                |       |
|  |                        |                        |                |                   |    |                |                |       |
|  | Czarni Pruszcz Gdański | Czarni Pruszcz Gdański | 17             |                   |    |                |                |       |
|  | Czarni Pruszcz Gdański | Czarni Pruszcz Gdański | 17             |                   |    |                |                |       |
|  | AZS-AWFiS Gdańsk       | AZS-AWFiS Gdańsk       | 14             |                   |    |                |                |       |
|  | AZS-AWFiS Gdańsk       | AZS-AWFiS Gdańsk       | 14             |                   |    |                |                |       |

| 18 sierpnia 201312:10 | Czarni Pruszcz Gdański | 14:35(7:14) | Juvenia Kraków | Stadion przy ul. Milionowej, Łódź |
| 18 sierpnia 201312:10 |                        | 14:35(7:14) |                | Stadion przy ul. Milionowej, Łódź |

| 18 sierpnia 201312:30 | AZS-AWFiS Gdańsk | 0:57(0:26) | Budowlani Łódź | Stadion przy ul. Milionowej, Łódź |
| 18 sierpnia 201312:30 |                  | 0:57(0:26) |                | Stadion przy ul. Milionowej, Łódź |

| 18 sierpnia 201314:20 | Juvenia Kraków | 12:33(7:14) | Budowlani Łódź | Stadion przy ul. Milionowej, Łódź |
| 18 sierpnia 201314:20 |                | 12:33(7:14) |                | Stadion przy ul. Milionowej, Łódź |

| 18 sierpnia 201314:00 | Czarni Pruszcz Gdański | 17:14(7:7) | AZS-AWFiS Gdańsk | Stadion przy ul. Milionowej, Łódź |
| 18 sierpnia 201314:00 |                        | 17:14(7:7) |                  | Stadion przy ul. Milionowej, Łódź |

### Mecze o miejsca 1–4
|  |                  |                 |               |                   |    |               |               |       |
|  | Półfinały        | Półfinały       | Półfinały     |                   |    | Finał         | Finał         | Finał |
|  | Półfinały        | Półfinały       | Półfinały     |                   |    | Finał         | Finał         | Finał |
|  | 18 sierpnia 2013 |                 |               |                   |    |               |               |       |
|  |                  |                 |               |                   |    |               |               |       |
|  | Pogoń Siedlce    | Pogoń Siedlce   | 17            |                   |    |               |               |       |
|  | Pogoń Siedlce    | Pogoń Siedlce   | 17            | 18 sierpnia 2013  |    |               |               |       |
|  | Posnania         | Posnania        | 7             |                   |    |               |               |       |
|  | Posnania         | Posnania        | 7             |                   |    | Pogoń Siedlce | Pogoń Siedlce | 7     |
|  | 18 sierpnia 2013 |                 |               |                   |    | Pogoń Siedlce | Pogoń Siedlce | 7     |
|  |                  |                 | Lechia Gdańsk | Lechia Gdańsk     | 28 |               |               |       |
|  | Orkan Sochaczew  | Orkan Sochaczew | Lechia Gdańsk | Lechia Gdańsk     | 28 | 10            |               |       |
|  | Orkan Sochaczew  | Orkan Sochaczew |               |                   |    |               |               |       |
|  | Lechia Gdańsk    | Lechia Gdańsk   | 14            |                   |    |               |               |       |
|  | Lechia Gdańsk    | Lechia Gdańsk   | 14            | Mecz o 3. miejsce |    |               |               |       |
|  |                  |                 |               |                   |    |               |               |       |
|  | 18 sierpnia 2013 |                 |               |                   |    |               |               |       |
|  |                  |                 |               |                   |    |               |               |       |
|  | Posnania         | Posnania        | 0             |                   |    |               |               |       |
|  | Posnania         | Posnania        | 0             |                   |    |               |               |       |
|  | Orkan Sochaczew  | Orkan Sochaczew | 25            |                   |    |               |               |       |
|  | Orkan Sochaczew  | Orkan Sochaczew | 25            |                   |    |               |               |       |

| 18 sierpnia 201312:50 | Pogoń Siedlce | 17:7(12:0) | Posnania | Stadion przy ul. Milionowej, Łódź |
| 18 sierpnia 201312:50 |               | 17:7(12:0) |          | Stadion przy ul. Milionowej, Łódź |

| 18 sierpnia 201313:10 | Orkan Sochaczew | 10:14(5:7) | Lechia Gdańsk | Stadion przy ul. Milionowej, Łódź |
| 18 sierpnia 201313:10 |                 | 10:14(5:7) |               | Stadion przy ul. Milionowej, Łódź |

| 18 sierpnia 201315:00 | Pogoń Siedlce | 7:28(0:14) | Lechia Gdańsk | Stadion przy ul. Milionowej, Łódź |
| 18 sierpnia 201315:00 |               | 7:28(0:14) |               | Stadion przy ul. Milionowej, Łódź |

| 18 sierpnia 201314:40 | Posnania | 0:25 | Orkan Sochaczew | Stadion przy ul. Milionowej, Łódź |
| 18 sierpnia 201314:40 |          | 0:25 |                 | Stadion przy ul. Milionowej, Łódź |

## Klasyfikacja końcowa
| Miejsce | Reprezentacja          |
| ------- | ---------------------- |
| 1       | Lechia Gdańsk          |
| 2       | Pogoń Siedlce          |
| 3       | Orkan Sochaczew        |
| 3       | Posnania               |
| 5       | Budowlani Łódź         |
| 6       | Juvenia Kraków         |
| 7       | Czarni Pruszcz Gdański |
| 8       | AZS-AWFiS Gdańsk       |
| 9       | Budowlani Lublin       |
| 10      | RK Unisław             |